# Frente de los Trabajadores de Pakistán
El Frente de los Trabajadores de Pakistán (en urdu: پاکستان کارکنوں کے فرنٹ ) es un partido comunista de Pakistán, de orientación marxista-leninista, reivindicando las obras de Marx, Engels, Lenin, Stalin y Hoxha.
- Datos: Q37960789